# Salvatronda
Salvatronda è una frazione del comune italiano di Castelfranco Veneto, in provincia di Treviso.
Sorge presso i confini centro-orientali del comune, tra Salvarosa e Albaredo.

## Storia
Nei documenti antichi viene ricordata come Sylvarotunda, Sylvatorunda e Sylvatrunda. Il toponimo potrebbe essere tradotto come "selva rotonda" ma gli storici avanzano diversi dubbi in proposito.
Le prime notizie sul paese risalgono al 996 quando Ottone III donava, per mezzo del vescovo Rozone, le masserie e le pertinenze di Salvatronda al conte di Treviso Rambaldo (capostipite dei Collalto). Il toponimo compare anche in un documento del 1147 dal quale si apprende che a Salvatronda aveva possedimenti il monastero di Santa Croce di Campese.
Le origini di Salvatronda furono certamente più antiche visto che fu sede di un'importante pieve matrice di numerose chiese della zona. Nella bolla Justis fratrum del 1152, che elenca i possedimenti del vescovo di Treviso, accanto alla suddetta chiesa è menzionato anche un fortilizio.

## Monumenti e luoghi d'interesse

### Chiesa parrocchiale
Intitolata all'Assunta, si tratta di un'antica pieve che, come già detto, aveva giurisdizione su numerose cappelle dei dintorni (Fanzolo, San Floriano, Vedelago, Barcon, Salvarosa, Campigo, San Marco). I sacerdoti delle varie filiali avevano l'obbligo di recarsi nella matrice il Sabato Santo per prelevarne il crisma.
La chiesa attuale è una riedificazione del 1751 su progetto di Francesco Maria Preti. Nelle due volute che collegano il corpo centrale alle due ali si notano richiami alla villa Negri di Istrana, realizzata da Giorgio Massari: il grande architetto veneziano stava lavorando alla realizzazione dell'ospedale di Castelfranco nello stesso periodo, forse in collaborazione con lo stesso Preti.
È probabile, come in altri casi dei dintorni, che la costruzione fosse stata finanziata da una famiglia veneziana con possedimenti nel luogo, i Moro.
Alcune parti della chiesa non fanno parte del progetto originale, in particolare la cupola e l'altare maggiore, ideato da Giovanni Battista Zampezzi.
L'opera più pregevole degli interni è la pala dell'Assunta (1728) uno dei pochi lavori pervenutici di Natale Melchiorri. Ispirata agli schemi di Palma il Giovane, essa si mostra innovativa per quanto riguarda l'arca da cui sale la Vergine, caratterizzata a un interessante gioco prospettico, ma nell'insieme rimane ancora legata alla tradizionale bidimensionalità.

### Villa Moro
È un piccolo e semplice palazzo settecentesco, situato in via Centro di fronte alla chiesa. Si sviluppa su due piani più mezzanino sottotetto, il tutto concluso da una sopraelevazione centrale coronata da un frontoncino; al centro di quest'ultimo campeggia lo stemma dei Moro.
La facciata nord, quella rivolta alla strada, si caratterizza per una trifora al centro del primo piano, chiusa da un'elegante balaustra. Al piano terra del fronte meridionale si apre una loggia ad archi ribassati.
I Moro furono presenti a Salvatronda sin dalla metà del Cinquecento. Degno di nota il caso di un pre' Marcantonio Moro vissuto negli anni 1560 e avvicinatosi alla riforma protestante; si redarguì successivamente e fu anzi ospite del vescovo di Treviso.
La villa ospita oggi un ristorante.

### Cippo gromatico
Presso l'incrocio tra le vie Centro e Cerchiara si colloca un blocco in marmo con scanalature ai lati; al centro del manufatto si apre un grosso foro di circa dodici centimetri di diametro. Si tratterebbe di un cosiddetto "cippo gromatico", utilizzato dagli agrimensori di epoca romana per definire la centuriazione del territorio: nel foro veniva inserita la groma, un palo con due aste da cui pendevano dei fili a piombo, utili per tracciare delle linee ortogonali.

## Infrastrutture e trasporti
Il centro di Salvatronda è attraversato dalla SP 5 "Castellana" proveniente da Quinto di Treviso. Prima che fosse costruita la nuova SR 53 "Postumia", che si snoda poco più a nord, rappresentava il collegamento più diretto tra Treviso e Castelfranco.
A ovest passa la ferrovia Calalzo-Padova mentre a sud transita la ferrovia Vicenza-Treviso.